# Gold and Glitter
Gold and Glitter é um filme mudo do gênero dramático estadunidense em curta-metragem de 1912, dirigido por D. W. Griffith e Frank Powell. O papel de Lillian Gish como a garota principal foi elogiado por sua variedade de emoção, em comparação com seus papéis anteriores.

## Elenco
- Elmer Booth
- Grace Lewis
- Lionel Barrymore
- Lillian Gish
- William J. Butler
- Walter P. Lewis
- Gertrude Bambrick
- Harry Carey
- John T. Dillon
- Dorothy Gish
- Joseph Graybill
- Alfred Paget
- W. C. Robinson